# Сливенко против Латвии
Сливенко против Латвии (48321/99) — первое рассмотренное Большой палатой дело против Латвии в Европейском суде по правам человека.

## Обстоятельства дела
Татьяна Сливенко родилась в Эстонии в 1959 году в семье советского военнослужащего. С месячного возраста она проживала в Латвии. В 1980 году она вышла замуж за Николая Сливенко, служившего в Латвии с 1977 года. В 1981 году у Николая и Татьяны Сливенко родилась дочь Карина. В 1986 году отец Татьяны Сливенко ушёл в отставку. В 1994 году Николай Сливенко вышел в отставку, и ему было отказано в виде на жительство в Латвии; в 1996 году, после безуспешного оспаривания отказа в суде, он переехал в Россию. В 1996 г. власти Латвии предписали Татьяне и Карине Сливенко, как членам семьи бывшего служащего советской и российской армии, покинуть Латвию, что те и сделали в июле 1999 года, после безуспешной попытки оспорить решение властей в латвийском суде и кратковременного ареста. Родители Татьяны остались жить в Латвии.
Николай, Татьяна и Карина Сливенко обратились в ЕСПЧ с жалобой на Латвию в январе 1999 года. Как третья сторона, в деле также участвовала Россия (впервые). ЕСПЧ принял к рассмотрению требования Т. и К. Сливенко, но жалобу Н. Сливенко счёл неприемлемой.

## Решение суда
Большая палата ЕСПЧ 9 октября 2003 года решила 11 голосами против 6, что было нарушено заложенное в статье 8 Европейской конвенции о защите прав человека право на защиту частной жизни, а рассматривать дополнительно вопрос о нарушении в сочетании с этой статьёй также статьи 14 (запрет дискриминации) не было необходимости. Суд отметил, что 

«В случае с заявительницами также не было предъявлено обвинений в том, что они представляли такую опасность [для национальной безопасности или общественного порядка]. (..) порядок вывода иностранных войск и членов семей военнослужащих, подобный рассматриваемому, когда основанием является общее заключение о том, что их вывод необходим для национальной безопасности, не может, как таковой считаться противоречащим статье 8 Конвенции. Однако применение такого порядка без какой-либо возможности учесть конкретные обстоятельства тех лиц, на которых не распространяются предусмотренные внутренним правом исключения в отношении выдворения из страны, по мнению Суда, не совместимо с требованиями этой статьи» (§ 121—122), 

«заявительницы провели практически всю свою жизнь в Латвии (см. пункт 96 выше). Действительно, заявительницы по происхождению не латышки и прибыли в Латвию и проживали в ней — тогда части СССР — в связи со службой в советских вооруженных силах членов их семьи (отца первой заявительницы и её мужа). Однако заявительницы также установили личные, социальные и экономические связи в Латвии, которые не имели отношения к их статусу родственников советских (а позднее — российских) военнослужащих. Это доказывается тем фактом, что заявительницы жили не в армейских казармах или любых иных зонах с ограниченным доступом, а в многоквартирном жилом доме, в котором проживали и гражданские лица. Заявительницы также не учились и не работали в военных учреждениях. Первая заявительница смогла найти работу в латвийских компаниях после восстановления Латвией своей независимости в 1991 г. (..) Суд считает, что в рассматриваемый период времени заявительницы были достаточно интегрированы в латвийское общество» (§ 123—125)
 и пришёл к выводу, что 

«Суд не может согласиться с тем, что заявительницы могли представлять угрозу для национальной безопасности Латвии по причине принадлежности к семье отца первой заявительницы, бывшего советского военнослужащего, который сам не считался представляющим подобную опасность» (§ 127).
 Заявителям Татьяне и Карине Сливенко была присуждена компенсация в размере по 10 000 евро.
Суд также решил, 16 голосами против 1, что не была нарушена статья 5 ЕКПЧ (пункты 1 — о законности заключения под стражу, — и 4 — право на безотлагательное рассмотрение судом правомерности заключения под стражу).
Судья Ковлер представил особое мнение, считая, что пункт 1 статьи 5 был нарушен, а по статье 8 следовало констатировать нарушение не только прав на защиту личной жизни, но и прав на защиту жизни семейной. Судьи Вильдхабер, Ресс, Братца, Кабрал Баррето, Греве и Марустэ представили совместное особое мнение (Марустэ — также своё личное особое мнение), считая, что статья 8 не была нарушена.